# راوندیان
راوَندیان، نام جنبشی است که پس از قتل ابومسلم خراسانی بدست منصور عباسی، در قالب فرقه‌ای مذهبی بدست ایرانیان تأسیس شد.
فرقه راوندیه که خود شاخه‌های زیادی چون ابراهیمیه، فلالیه، بومسلمیه (مسلمیه) و... دارد، در زمان حکومت منصور عباسی می‌زیسته‌اند و از پیروان عبدالله راوندی به‌شمار می‌آیند. آن‌ها به خون‌خواهی ابومسلم خراسانی قیام کردند.
این گروه هیچ ارتباط تاریخی با شهر راوند کاشان ندارند.

## سرگذشت و باورها
هنوز منصور، خلیفه عباسی از قتل ابومسلم فارغ نشده بود که راوندیان پدید آمدند. این فرقه مذهبی بدست ایرانیان تأسیس شد. عقاید آنان آمیزه‌ای از مذاهب گوناگون بود. از جمله به تناسخ (باززایی)، مظهریت و پاره‌ای از اندیشه‌های مزدک معتقد بودند. جنبش آن‌ها بدانجا رسید که کاخ خلیفه را محاصره کردند و جان او را در خطر انداختند. اگر معن بن زائده، که یکی از سرداران شجاع عرب و مغضوب خلیفه بود، از نهان‌گاه خود بیرون نتافته و به راوندیان نتاخته بود، کار خلیفه را ساخته بودند. راوندیان به شدت سرکوب شدند ولی تا مدتی افکار آن‌ها طرفدارانی داشت.
عبدالحسین زرینکوب در کتاب «دو قرن سکوت» می‌نویسد: «شگفت‌تر از همه این جنبش‌ها (جنبش‌های شعوبی ایرانیان که به خونخواهی ابومسلم راه افتادند) نهضت راوندیان است که در ظاهر از علاقه به منصور دم میزده‌اند اما در واقع مخصوصاً بعد از واقعه ابومسلم قصد هلاک منصور را داشته‌اند. در حقیقت این جنبش کوششی بوده‌است برای آنکه منصور را غافلگیر کنند و همانگونه که خود او ابومسلم را به خدعه و فریب هلاک کرده بود، آن‌ها نیز او را به تدبیر و نیرنگ هلاک کنند.»
داستان این رویداد را در تاریخ‌ها آورده‌اند و بدین‌گونه است که این جماعت از اهل خراسان بودند، و چنین فرامی‌نمودند که منصور را خدای خویش می‌دانند، همه به شهر منصور که در مجاورت کوفه بود و هاشمیه نام داشت آمدند و «گرداگرد قصر او طواف می‌کردند و می‌گفتند این کوشک پروردگار ماست. منصور بزرگان ایشان را گرفت و محبوس کرد دیگران بریختند و از هر جانب جمع آمدند و زندان منصور را بشکستند و محبوسان را بیرون آوردند و روی به منصور نهادند. منصور بیرون آمد و با ایشان حرب کرد.»
باری این راوندیان جماعتی بودند که هر چند مقالات اهل تناسخ داشتند و در ظاهر به خاندان عباس علاقه می‌ورزیدند (درباره مقالات و آراء راوندیه که ظاهراً بعضی از آن‌ها امامت را هم به ارث بعد از پیغمبر حق عباس و فرزندان او می‌دانسته‌اند ر. ک: تبصرةالعوام، برگ ۱۷۸ و ابن حزم، ج ۴، برگ ۱۸۷ و مقالات اشعری برگ ۲۱ و مفاتیح، برگ ۲۲)، اما ابومسلم را نیز سخت دوستدار بودند. قتل ابومسلم با چندان خدمات ارزنده که به دستگاه خلافت کرده بود مایه وحشت و تاثر آنان بود. ازین رو در مرگ او آراء و عقاید عجیب آوردند و حقیقت نظر واصل دعاوی ایشان روشن نیست. از قرائن برمی‌آید که در صدد سست کردن بنیاد خلافت منصور برآمده‌بودند و می‌خواستند انتقام ابومسلم را از او بستانند.